# Немецкая слобода (исторический район, Санкт-Петербург)
Неме́цкая слобода́ — исторический район Санкт-Петербурга. Располагалась на правом берегу реки Мойки. Главная улица бывшей слободы в наше время носит название Миллионной.

## История

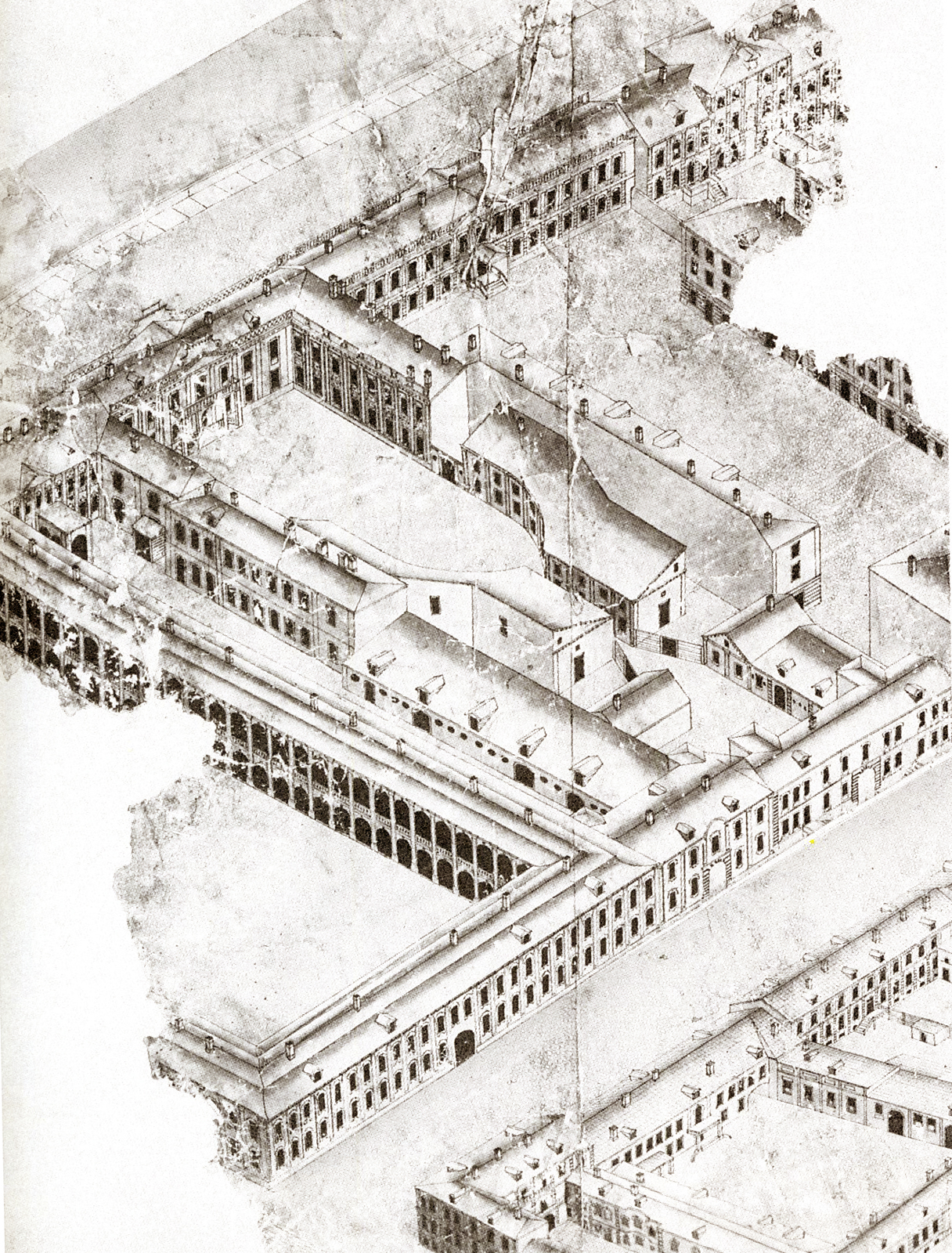
Фрагмент застройки 1760-х гг.

C момента основания Петербурга немцы были одной из основных этнических групп в столице, однако, в отличие от Немецкой слободы в Москве, в этом районе немцы жили вместе с русскими и голландцами.
В слободе, как правило, селились люди самых разнообразных сословий: шлюпочные матросы, офицеры, иностранные министры, царские придворные, немецкие ремесленники, купцы. Среди известных «обитателей» Немецкой слободы были генерал-адмирал Апраксин и вице-адмирал Крюйс.
На участке, занимаемом ныне домом 10 по Дворцовой набережной, находился дом обер-кухмейстера Иоганна Фельтена (его троюродный брат Матиас Фельтен был отцом архитектора Юрия Фельтена).
На участке, примыкающем к двору корабельного мастера Феодосия Скляева, между Большой Немецкой улицей и набережной Невы находилась резиденция императора — Зимний дворец Петра I. С 1708 года здесь поочерёдно возводятся небольшие деревянные Маленькие хоромы Петра I и Свадебные палаты Петра I, расположившиеся на проходившей тогда примерно в середине квартала Верхней набережной. В 1716 году участок шагнул к северу, создаётся новая набережная, прорыт Зимнедомный канал.

## Интересные факты
Главная улица бывшей Немецкой слободы неоднократно меняла название: Немецкая, Греческая, Большая Немецкая, Миллионная, Халтурина (в советское время). С 1991 года она вновь носит название Миллионной.